# Carbonato de aluminio
El carbonato de aluminio  (Al2(CO3)3) es un carbonato de este elemento. No está bien caracterizado; una autoridad afirma que no se conocen carbonatos simples de aluminio. Sin embargo, se conocen compuestos relacionados, como el mineral básico de carbonato sódico de aluminio, la dawsonita (NaAlCO3(OH)2), y los minerales básicos hidratados de carbonato de aluminio, la scarbroíta (Al5(CO3)(OH)13•5(H2O)) y la hidroscarbroita (Al14(CO3)3(OH)36•nH2O).  

## Preparación
Durante muchos años no hubo pruebas de la existencia de ninguna fase ternaria Al-C-O que contuviera carbonato, es decir,Al
2(CO
3)
3,  sin embargo en 2023 se produjeron Al
2[CO
3]
3 y Al
2[C
2O
5][CO
3]
2 (carbonato de dialuminio pirocarbonato) con una presión de dióxido de carbono de 24 y 38 GPa. Esto significa que el manto de la Tierra puede contener minerales de carbonato de aluminio. 
Algunos minerales contienen tanto aluminio como carbonato. La dawsonita tiene la fórmula NaAlCO3(OH)2. Las hidrotalcitas, tanto sintéticas como naturales, son hidróxidos metálicos estratificados compuestos en parte de aluminio y carbonato. 
Al exponer el óxido de aluminio al CO2, se forman fácilmente especies de carbonatos superficiales.

## Usos
El carbonato de aluminio, junto con el hidróxido y el óxido de aluminio, es un fármaco fijador de fosfatos que a veces se administra a perros y gatos para fijar el fosfato intestinal y evitar la absorción del fosfato de la dieta, así como para disminuir la absorción del fosfato excretado por el páncreas. Rara vez se utiliza en humanos debido a su toxicidad, pero los perros y gatos no parecen mostrar signos de toxicidad por su presencia. 
La reacción entre el sulfato de aluminio y el bicarbonato de sodio produce dióxido de carbono e hidróxido de aluminio, que estabiliza la formación de espuma. Esta reacción sentó las bases de uno de los primeros extintores inventados por Aleksandr Loran en 1904.